# Laplace' ligning
Inden for matematik og fysik er Laplace' ligning en andenordens partiel differentialligning, der er opkaldt efter Pierre-Simon Laplace, som var den første, der undersøgte dens egenskaber. Den skrives ofte som:
{\displaystyle \nabla ^{2}\!f=0\qquad {\mbox{or}}\qquad \Delta f=0,}
hvor {\displaystyle \Delta =\nabla \cdot \nabla =\nabla ^{2}} er Laplace-operatoren, og {\displaystyle f(x,y,z)} er en multivariabel og dobbelt-differentierbar reel funktion. Laplace-operatoren afbilder altså én skalarfunktion til en anden skalarfunktion.
Hvis højre side i stedet er en ny funktion {\displaystyle h(x,y,z)}, fås:
{\displaystyle \Delta f=h}
og ligningen kaldes da for Poisson-ligningen, der er en generalisering af Laplace' ligning. Laplace' liging og Poisson-lignigen er de simpleste eksempler på elliptiske partielle differentialligninger. Laplace' ligning er også et særtilfælde af Helmholtz' ligning. 
Den generelle teori til løsning af Laplace' ligning kaldes potentialteori. Løsningerne til Laplace' ligning er harmoniske funktioner, der er vigtige inden for adskillige grene af fysik og især elektrostatik, gravitation og fluiddynamik. I studiet af varmestrømme er varmeledningsligningen ved steady state et eksempel på Laplace' ligning. Overordnet beskriver Laplace' ligning systemer, som er i ligevægt eller eksplicit afhænger af tiden.